# (34836) 2001 SE254
2001 SE254 (asteroide 34836) é um asteroide da cintura principal. Possui uma excentricidade de 0.05380350 e uma inclinação de 1.03027º.
Este asteroide foi descoberto no dia 19 de setembro de 2001 por LINEAR em Socorro.